# Acridocarpus alternifolius
Acridocarpus alternifolius är en tvåhjärtbladig växtart som först beskrevs av Julius Heinrich Karl Schumann och Thonn., och fick sitt nu gällande namn av Franz Josef Niedenzu. Acridocarpus alternifolius ingår i släktet Acridocarpus och familjen Malpighiaceae. Inga underarter finns listade i Catalogue of Life.